# سنباده‌زن اوربیتال

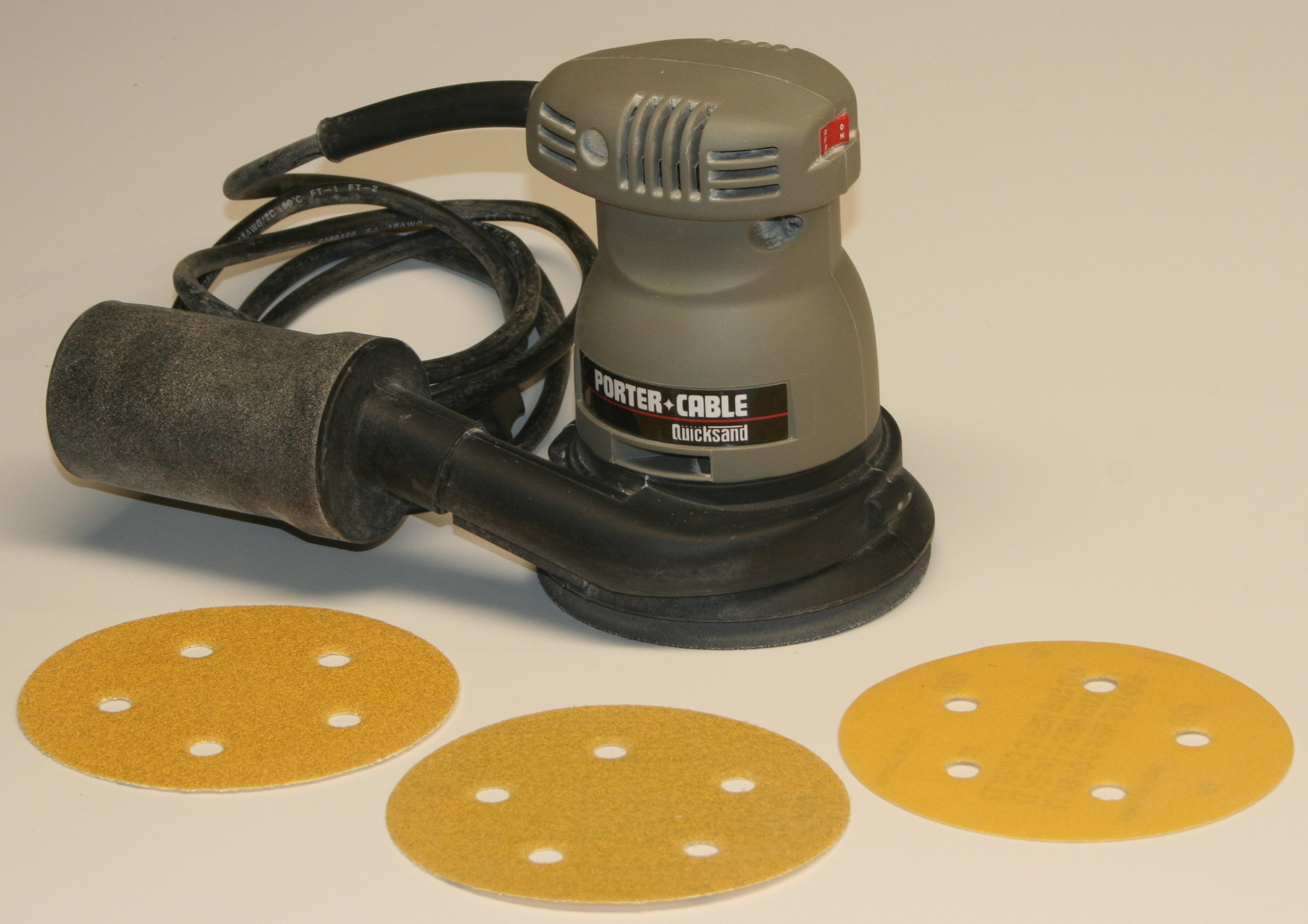
سنباده‌زن اوربیتال، با دیسک‌هایی با اندازه‌های مختلف

سنباده‌زن اوربیتال (Random orbital sander) یک ابزار برقی و بادی دستی است که در یک عمل مداری اوربیتال سنباده می‌زند؛ یعنی در دایره‌های همپوشانی نامنظم ثابت. این فناوری برای اولین بار در سال ۱۹۶۸ توسط روپس ایتالیا به صورت تجاری مورد استفاده قرار گرفت. سرعت و قدرت یک سنباده را با توانایی تولید روکشی ظریف‌تر از سنباده‌های استاندارد با سرعت پایین مداری ترکیب می‌کنند.
سنباده‌زن اوربیتال یا دستگاه سنباده لرزان به‌طور کلی در سه نوع مختلف تولید می‌شوند: سنباده‌های برقی، بادی و کف سنباده مداری. سنباده‌های اوربیتال برقی و بادی هستند. الگوی ابزار سنباده‌زن اوربیتال با چرخاندن همزمان دیسک سنباده و حرکت آن به صورت بیضی‌های کوچک تولید می‌شود. این تضمین می‌کند که هیچ بخش واحدی از مواد ساینده دو بار در طول یک چرخش یکسان را طی نکند. به دلیل این عمل سنباده‌زن اوربیتال، ابزار آثار چرخشی به جا نمی‌گذارد و به جهت دانه‌های چوب حساس نیست. این باعث می‌شود که هنگام سنباده‌زدن دو تکه چوب که در زوایای قائمه محکم می‌شوند مفید باشد.
امروزه از سنباده از اوربیتال مخصوصاً بادی استفاده های زیادی در زمینه دیتیلینگ خودرو و پولیش و رفع خط و خش های عمیق رنگ خودرو می شود در سایز های کوچک تر در زمینه رفع کدری چراغ خودرو نیز استفاده میگردد. و در زمینه هنری در کارهای رزین اپوکسی از دستگاه سنباده زن اوربیتال بادی استفاده میگردد. دلیل انتخاب سنباده زن بادی به برقی اکثریت افراد این است که در بادی ضد آب است به ندرت خراب می‌شود صدای کمتری دارد قدرت بیشتری دارد و عمر و کاریی بشتری دارد.